# Хайнц, Роберт
Роберт Хайнц (нем. Robert Heinz; 1918 — 23 сентября 1972, Нойербург, Айфель-Битбург-Прюм) — немецкий футбольный тренер.
С 1960 по 1969 г.г. — главный тренер сборной Люксембурга.

## Биография

### Карьера игрока
Как игрок выступал за любительские клубы в Кобленце и региональных турнирах Рейнской области. Из-за двойного перелома ноги закончил карьеру.

### Карьера тренера
В качестве главного тренера работал в Футбольной ассоциации Рейнской области; затем стал главным тренером клуба «Трир», вместе с которой вышел из любительской лиги в Рейнской области в полупрофессиональный 2-й Юго-Западный дивизион. В сезоне 1959/60 он возглавлял соперников из «Айнтрахт Трир».
Затем девять лет работал в Федерации футбола Люксембурга. В качестве тренера национальной сборной он руководил Люксембургом в 64 играх, включая квалификацию на чемпионат Европы 1964 года.
В июне 1969 года, отец троих детей подписал двухлетний контракт с клубом АЗ из Алкмара. В следующем сезоне вместе с командой занял 12-е место. Тем не менее уже весной 1971 года искал замену Хайнцу, покинувшему клуб в апреле; его приемником стал голландец Кор ван дер Харт.